# Steinkreis von Drombohilly Upper
 Der Steinkreis von Drombohilly Upper (irisch Drom Buachalla Uachtarach) liegt etwa 2,4 km nordöstlich von Lauragh auf der Beara-Halbinsel im County Kerry in Irland. Er krönt einen Hügel und besteht durchweg aus kegelartigen Steinen, wie sie nur noch der Steinkreis „Canfea“ zeigt, der unter dem Namen Ardgroom bekannt ist. Der Steinkreis von Drombohilly bestand wie der von Canfea aus elf Steinen, von denen noch neun im Kreis stehen. Es ist ein Steinkreis der Cork-Kerry-Serie.

## Kennzeichen der Cork-Kerry-Serie
Die Steinkreise sind so arrangiert, dass der so genannte „axiale oder liegende Stein“ direkt gegenüber zwei Steinen liegt, die normalerweise die höchsten im Kreis sind und den Zugang markieren (Steinkreis von Bohonagh). Typisch aber nicht durchgängig ist, dass die Höhe der Steine im Kreis sich in Richtung auf den axialen Stein reduziert. Er liegt konstant im südwestlichen Sektor des Denkmals. 
Einer der fehlenden Steine von Drombohilly ist der Axiale. Der Kreis hat einen Durchmesser von über 8,0 Metern. Etwas östlich des Kreises liegt ein rechteckiger, grasbedeckter Steinhügel, der etwas mit dem Kreis zu tun hat.
Das Wedge Tomb von Drombohilly liegt etwa 200 m südlich des Steinkreises.
Westlich von Lauragh liegen die Steinkreise von Cashelkeelty.